# Franz Nemetz
Franz Nemetz (geboren  15. Juli 1899 in Komotau, Österreich-Ungarn; gestorben 22. November 1960 in Siegen) war ein sudetendeutscher Politiker.

## Leben
Franz Nemetz war Bergmann von Beruf. Er wurde 1933 anlässlich der Machtergreifung der NSDAP im Deutschen Reich Mitglied der Sudetendeutschen Heimatfront, die für die Parlamentswahlen 1935 zur Sudetendeutschen Partei umfirmierte. Nemetz arbeitete als Werber für die Partei und wurde ins Tschechoslowakische Abgeordnetenhaus gewählt. Nach der beim Münchner Abkommen 1938 festgelegten Abtretung des Sudetenlandes an das Deutsche Reich wurde Nemetz in der Tschechoslowakei das Abgeordnetenmandat entzogen.
Er wurde Reichsdeutscher, beantragte am 7. Januar 1939 die Aufnahme in die NSDAP und wurde rückwirkend zum 1. November 1938 aufgenommen (Mitgliedsnummer 6.713.607). Er war Kreisleiter der NSDAP. Auf Grund innerparteilicher Konkurrenzkämpfe verlor er alsbald das Parteiamt. Nemetz betrieb in Komotau und angeblich später auch in Nachod ein Kino. Bei Kriegsende floh er nach Schlesien und gelangte von dort nach Westdeutschland, wo er in Anzhausen im Siegerland Arbeit in einer Metallfabrik fand.